# Cuarteto de cuerda n.º 13 (Beethoven)
El cuarteto de cuerdas n.º 13 en si bemol mayor Opus 130 de Ludwig van Beethoven fue compuesto en 1825 y estrenado en marzo de 1826 por el Cuarteto Schuppanzigh. En su publicación de 1827 está dedicado a Nikolai Galitzin.

## Movimientos
El Opus 130 consta de siete movimientos:
| N.º  | Tempo                                           | Tonalidad  | Duración                |
| ---- | ----------------------------------------------- | ---------- | ----------------------- |
| I.   | Adagio, ma non troppo - Allegro                 | Si-b mayor | Alrededor de 11 minutos |
| II.  | Presto                                          | Si-b menor | Alrededor de 2 minutos  |
| III. | Andante con moto, ma non troppo. Poco scherzoso | Re-b mayor | Alrededor de 7 minutos  |
| IV.  | Alla danza tedesca. Allegro assai.              | Sol mayor  | Alrededor de 3 minutos  |
| V.   | Cavatina. Adagio molto espressivo               | Mi-b mayor | Alrededor de 7 minutos  |
| VI.  | Große Fuge: Overtura - Allegro - Fuga           | Sol menor  | Alrededor de 16 minutos |
| VII. | Finale: Allegro                                 | Sol menor  | Alrededor de 9 minutos  |

## Historia
Originalmente este cuarteto estuvo formado por los primeros seis movimientos. Sin embargo, la interpretación de este cuarteto despertó reacciones adversas. Aunque la obra fue, en general, del agrado del público, su último movimiento, la Gran Fuga, tuvo una pésima recepción, pese a la convicción de Beethoven de que esta representaba la cima de su obra. Fue por ello que su editor le sugirió que lo reemplazara por uno nuevo, más corto y ligero que la densa fuga de 16 minutos. En respuesta a este pedido, Beethoven compuso el Finalle: Allegro como un final alternativo, mientras que la Gran Fuga fue publicada por separado.
Actualmente, gracias al esfuerzo de muchos músicos y compositores, el cuarteto es hoy comúnmente interpretado respetando la composición original, a veces seguido por el final alternativo como séptimo movimiento.

## Análisis

### I. Adagio, ma non troppo - Allegro

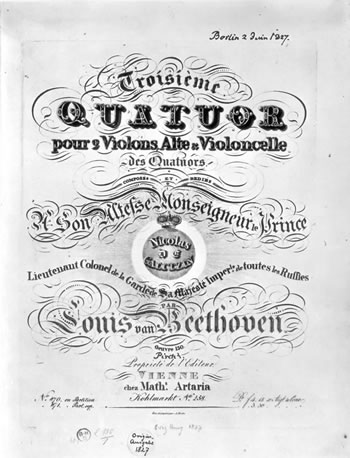
Página de título de Cuarteto de cuerda Nr.13 publicado en Viena en Austria, en mayo 1827 (en francés).

El primer movimiento empieza con un suave adagio como introducción donde el siguiente motivo se va repitiendo:

### III.Andante con moto, ma non troppo. Poco scherzoso
El adante escrito en Re bemol mayor, es de carácter ligero y pastoral.

### VI. Große Fuge: Overtura - Allegro - Fuga

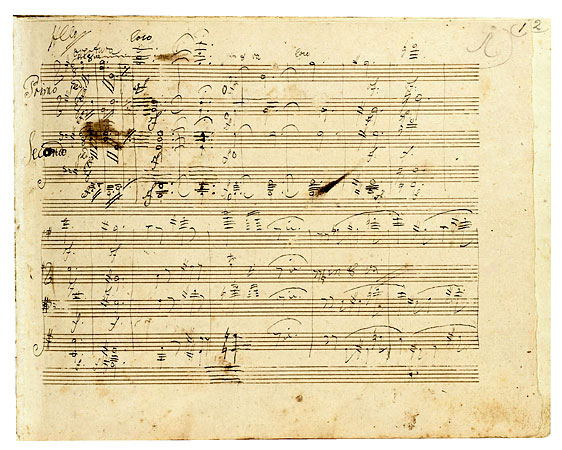
Manuscrito de Große Fugue transcrito por Beethoven para piano a cuatro manos

### V. Cavatina. Adagio molto espressivo
La cavantina, es una de las piezas más emotivas de Beethoven.  Es la última pieza del disco de oro que viaja en el Voyager 1 y 2.

## Grabaciónes destacadas
- Qurteto Busch, 1942 (Sony)[3]
- Quarteto Italiano, 1968 (Philips)[4]·
- Quarteto Végh, 1973 (Auvidis-Valois)
- Quarteto Alban Berg, 1979 (EMI)·[5]
- Quarteto Talich, 1980 (Calliope)
- Quarteto Juilliard, 1984 (Sony Music)
- Quarteto Takács, 2005 (Decca)[6]
- Cuarteto de Cuerda de Tokio, 2010 (Harmonia Mundi)[7]
- Quarteto Artemis, 2011 (Virgin Classics)[8]